# Sciophila bifida
Sciophila bifida är en tvåvingeart som beskrevs av Garrett 1925. Sciophila bifida ingår i släktet Sciophila och familjen svampmyggor.
Artens utbredningsområde är British Columbia. Inga underarter finns listade i Catalogue of Life.